# Compsaditha indica
Espèce
Compsaditha indica est une espèce de pseudoscorpions de la famille des Tridenchthoniidae.

## Distribution
Cette espèce est endémique d'Inde. Elle se rencontre vers Chennai.

## Étymologie
Son nom d'espèce lui a été donné en référence au lieu de sa découverte, l'Inde.

## Publication originale
- Murthy, 1960 : On two new species of Pseudoscorpions from Madras. Bulletin of Entomology, Madras, vol. 1, p. 28-31.